# Super Rugby Trans-Tasman
Super Rugby Trans-Tasman war ein professioneller Rugby-Union-Wettbewerb in Australien und Neuseeland. Er fand im Mai und Juni 2021 statt und umfasste die fünf Teams der australischen Super Rugby AU sowie die fünf Teams der neuseeländischen Super Rugby Aotearoa. Beide waren Ersatzwettbewerbe für die internationale Meisterschaft Super Rugby, die wegen der anhaltenden COVID-19-Pandemie nicht durchgeführt werden konnte. Benannt war der Wettbewerb nach der Tasmansee, die beide Länder voneinander trennt.

## Ereignisse
Die beteiligten Verbände, New Zealand Rugby und Rugby Australia, kündigten den Wettbewerb am 13. November 2020 an; er sollte auf Super Rugby AU 2021 in Australien und Super Rugby Aotearoa 2021 folgen. Als die Daten am 14. Dezember bestätigt wurden, war noch geplant, dass jede Mannschaft zwei Heimspiele austragen würde, während die dritte Runde eine so genannte Super Round mit der Austragung aller Spiele im selben Stadion sein sollte. Einen Monat vor Beginn des Wettbewerbs wurde die Super Round aufgrund der COVID-19-Beschränkungen abgesagt, und die Spiele fanden an getrennten Orten statt. Der Wettbewerb begann schließlich am 14. Mai und dauerte bis zum 19. Juni, als die Blues sich im Finale mit 23:15 gegen die Highlanders durchsetzten.

## Modus
Die zehn teilnehmenden Teams spielten fünfmal gegen ein Team aus dem anderen Land, wobei sie zwei- oder dreimal daheim oder auswärts antraten. Die beiden nach fünf Runden bestplatzierten Teams zogen ins Finale ein, dessen Sieger mit dem Titel ausgezeichnet wurde. Die Tabellenpunkte in der Wertung von Super Rugby Trans-Tasman wurden wie folgt vergeben:
- 4 Punkte für einen Sieg
- 2 Punkte für ein Unentschieden
- 1 Bonuspunkt für eine Niederlage in einem Spiel mit sieben Punkten oder weniger
- 1 Bonuspunkt für das Erzielen von drei Versuchen mehr als der Gegner

## Ergebnisse

### Tabelle
|     | Team             | Spiele | Siege | Unent. | Ndlg. | Spiel- punkte | Diff. | Bonus- punkte | Tabellen- punkte |
| --- | ---------------- | ------ | ----- | ------ | ----- | ------------- | ----- | ------------- | ---------------- |
| 01. | Blues            | 5      | 5     | 0      | 0     | 198:79        | + 119 | 3             | 23               |
| 02. | Highlanders      | 5      | 5     | 0      | 0     | 199:96        | + 103 | 3             | 23               |
| 03. | Crusaders        | 5      | 5     | 0      | 0     | 229:132       | + 97  | 3             | 23               |
| 04. | Hurricanes       | 5      | 4     | 0      | 1     | 195:93        | + 102 | 5             | 21               |
| 05. | Chiefs           | 5      | 4     | 0      | 1     | 170:111       | + 59  | 3             | 19               |
| 06. | Brumbies         | 5      | 1     | 0      | 4     | 82:152        | − 70  | 1             | 5                |
| 07. | Queensland Reds  | 5      | 1     | 0      | 4     | 125:211       | − 86  | 1             | 5                |
| 08. | Western Force    | 5      | 0     | 0      | 5     | 82:148        | − 66  | 1             | 1                |
| 09. | Melbourne Rebels | 5      | 0     | 0      | 5     | 95:215        | − 120 | 0             | 0                |
| 10. | NSW Waratahs     | 5      | 0     | 0      | 5     | 127:265       | − 138 | 0             | 0                |

### Finale
| 19. Juni 2021 19:05 NZST | Blues | 23 : 15        | Highlanders                                         | Eden Park, Auckland Zuschauer: 31.800 Schiedsrichter: Mike Fraser |
| 19. Juni 2021 19:05 NZST | Versuche: Telea 17. erh. Gibson 77. erh. Erhöhungen: Black (1/1) Plummer (1/1) Straftritte: Plummer (2/2) 25. 70. Black (1/1) 40.+2 | (13:6) Bericht | Straftritte: Hunt (4/4) 6., 35., 60., 65. Ioane 67. | Eden Park, Auckland Zuschauer: 31.800 Schiedsrichter: Mike Fraser |